# Relações entre China e Uzbequistão
As relações entre China e Uzbequistão são as relações bilaterais entre a China e o Uzbequistão. Ambos os países são membros da Organização de Cooperação de Xangai.

## História
A China reconheceu a independência do Uzbequistão em 27 de dezembro de 1991 e os dois países estabeleceram relações diplomáticas em 2 de janeiro de 1992. Os dois países assinaram o "Tratado de Amizade e Cooperação China-Uzbequistão" em 2005, durante o encontro do líder uzbeque Islam Karimov com o líder chinês Hu Jintao, em Pequim.
O Uzbequistão cooperou com a China na extradição de ativistas uzbeques anti-China do país.
O primeiro-ministro uzbeque Abdulla Aripov chamou o "parceiro mais próximo" do Uzbequistão da China em uma reunião de 26 de agosto de 2019.

## Relações econômicas
Atualmente, a China é o principal parceiro comercial do Uzbequistão como a maior fonte de exportações e importações para o país. A China considera o Uzbequistão uma parte crítica da Iniciativa do Cinturão e Rota.